# Сан-Мартіно-ді-Фініта
Сан-Мартіно-ді-Фініта (італ. San Martino di Finita, сиц. Santu Martinu) — муніципалітет в Італії, у регіоні Калабрія,  провінція Козенца.
Сан-Мартіно-ді-Фініта розташований на відстані близько 410 км на південний схід від Рима, 80 км на північний захід від Катандзаро, 25 км на північний захід від Козенци.
Населення — 1133 особи (2014).
Щорічний фестиваль відбувається 11 листопада. Покровитель — святий Мартин Турський.

## Демографія
Населення за роками:

Станом на 1 січня 2023 року в муніципалітеті офіційно проживав 21 іноземець з 8 країн, серед них 5 громадян країн Євросоюзу.

## Сусідні муніципалітети
- Черцето
- Латтарико
- Рота-Грека
- Торано-Кастелло